# Таджиев Амін Хамрайович
Амін Хамрайович Таджиев (Тожиєв) — каракалпацький державний діяч, голова Ради міністрів Каракалпацької АРСР (Республіки Каракалпакстан). Народний депутат Каракалпацької АРСР.

## Життєпис
Освіта вища. Член КПРС.
Із 23 березня 1983 року — міністр сільського господарства Каракалпацької АРСР.
6 cічня — 9 вересня 1989 року — 1-й заступник голови Державного агропромислового комітету (Держагропрому) Узбецької РСР — міністр Узбецької РСР.
У липні 1989 — січні 1992 року — голова Ради міністрів Каракалпацької АРСР.
У жовтні 1998 — 7 жовтня 2002 року — голова Ради міністрів Республіки Каракалпакстан.
На 10-й сесії Жокарги Кенгеса (Верховної ради) Республіки Каракалпакстан був звільнений з посади «у зв'язку з переходом на іншу роботу».
З 6 квітня 2006 року — начальник управління лісового господарства Міністерство сільського господарства Республіки Каракалпакстан, член координаційного комітету «Збереження тугайних лісів».

## Нагороди
- орден «Эл-юрт ҳурматі» (Узбекистан) (28.08.2020)
- медалі